# Kościół św. Józefa Oblubieńca w Małkocinie
Kościół św. Józefa Oblubieńca w Małkocinie – katolicki kościół filialny zlokalizowany we wsi Małkocin w gminie Stargard, w powiecie stargardzkim (województwo zachodniopomorskie). Należy do parafii św. Michała Archanioła w Poczerninie.

## Historia i architektura
Kościół został zbudowany w XV wieku. W 1598 roku został stawiony przez pożar, po którym odbudowany dopiero w 1854 roku. Murowany z kamienia i cegły, jest budowlą salową, sytuowaną na rzucie prostokąta. Do kościoła dostawiona jest wieża, w której znajduje się ostrołukowy, uskokowy portal wejściowy. Szczyty i 2. kondygnacja wieży ozdobione są ceglanymi blendami. Nawa i wieża nakryte są dwuspadowym dachem. W ścianach nawy znajdują się po dwa ostrołukowe okna, w których wstawione są witraże.
Wnętrze kościoła nakrywa płaski, otynkowany strop. Zachowały się XIX-wieczne empora, ambona i ławki. Ponadto w kościele znajdują się gotyckie chrzcielnica z wapienia i krucyfiks. Na wieży zawieszony jest dzwon z 1594 roku. Na przykościelnym cmentarzu znajduje się pomnik z czarnego granitu, ku czci poległych w I wojnie światowej.
Po II wojnie światowej kościół został konsekrowany jako świątynia katolicka w 1945 roku.